# Babyflot
Babyflot est le nom informel donné à toutes les compagnies aériennes issue de la fin du monopole d'Aeroflot au début des années 1990 à la suite de la chute de l'URSS. Le mot vient de la contraction de "baby" et d'"Aeroflot", terme se rapprochant des Baby Bells (en).
En 1992, Aeroflot est divisé en plus de 300 compagnies régionales, dont de nombreuses ne possédant qu'un seul et unique appareil, alors que les routes internationales reste opérées séparément par Aeroflot - Russian Airlines. Certaines de ces compagnies sont désormais les compagnies nationales des pays issues de la dissolution de l'URSS, telle que Uzbekistan Airways.

## La chute des Babyflots
Il y avait plus de 800 compagnies aériennes de ce type à la fois, et nombre d'entre elles ont fermé en raison de rapports de sécurité épouvantables en 1994. Par la suite, 118 ont cessé leurs activités en raison de la chute du nombre de passagers.
Le gouvernement a commencé à restreindre les licences et la certification et à mettre les normes de sécurité aérienne en conformité avec les normes internationales. En 2000, la Russie ne comptait plus qu'environ huit transporteurs aériens fédéraux et 40 à 45 compagnies aériennes régionales. Les compagnies aériennes "Babyflot" ont été accusées d'une forte baisse de la sécurité aérienne de la Russie. La plupart des accidents qui se sont produits ont été imputés au manque d'entretien et aux contrôles laxistes de nombreux petits transporteurs, qui ont négligé la sécurité des vols dans leur course au profit.

Les quelque huit cents compagnies aériennes "Babyflot" avaient des dossiers de sécurité si médiocres qu'en 1994, l'Association internationale du transport aérien a pris la décision inhabituelle de recommander le voyage en train comme le moyen de transport le moins dangereux pour la vie en URSS.

## Liste des babyflots
- 2nd Arkhangelsk United Aviation Division
- 2nd Sverdlovsk Air Enterprise
- ARP 410 Airlines
- ATRAN
- Abakan Avia
- Abkhazian Airlines
- Aeroflot
- Air Kazakhstan
- Air Kharkov
- Air Ukraine
- Air Volga
- Arkhangelsk Airlines
- Baikal Airlines
- BAL Bashkirian Airlines
- Belavia
- Belgorod Air Enterprise
- Bravia (Bryansk Air Enterprise)
- Bugulma Air Enterprise
- Bural
- Chitaavia
- Dagestan Airlines
- Dalavia
- Domodedovo Airlines
- Donavia
- Estonian Air
- FlyLal
- Georgian Airways
- Izhavia
- Kazakhstan Airlines
- Kazan Air Enterprise
- Kemerovo Aviation Enterprise
- Komiaviatrans
- KrasAir
- Kuban Airlines
- Latavio
- Mavial Magadan Airlines
- Nefteyugansk Air Enterprise
- Nikolaevsk-Na-Amure Air Enterprise
- Novosibirsk Air Enterprise
- Omskavia
- Orenburg Airlines
- Perm Airlines
- Petropavlovsk-Kamchatsky Air Enterprise
- Polar Airlines
- Pskovavia
- Pulkovo Airlines
- SAT Airlines
- Samara Airlines
- Saransk Air Enterprise
- Saravia
- Siberia Airlines (actuelle S7 Airlines)
- Tomskavia
- Ural Airlines
- UTair Aviation
- Uzbekistan Airways
- Vladivostok Air
- Voronezhavia